# Karl Peters (Richter)
Karl Peters (* 31. Oktober 1939 in Münster) war von 1984 bis 2004 Richter am deutschen Bundessozialgericht.
Nach Beendigung seiner juristischen Ausbildung trat Peters zunächst in den Justizdienst des Landes Nordrhein-Westfalen ein und wurde als Richter am Landgericht Münster tätig. Es folgte eine Abordnung als wissenschaftlicher Mitarbeiter an das Bundesverfassungsgericht und eine Tätigkeit als Richter am Landessozialgericht des Landes Baden-Württemberg mit Sitz in Stuttgart.
1984 wurde Peters zum Richter am Bundessozialgericht ernannt. Das Präsidium des Gerichts wies ihn dem 12. Senat des Gerichts zu, dessen Vorsitz er 1993 – nach Ernennung zum Vorsitzenden Richter am Bundessozialgericht – übernahm.
Am 31. Oktober 2004 trat Peters in den Ruhestand.
| Personendaten    | Personendaten                            |
| ---------------- | ---------------------------------------- |
| NAME             | Peters, Karl                             |
| KURZBESCHREIBUNG | deutscher Richter am Bundessozialgericht |
| GEBURTSDATUM     | 31. Oktober 1939                         |
| GEBURTSORT       | Münster                                  |